# Holorusia oosterbroeki
Holorusia oosterbroeki är en tvåvingeart som beskrevs av Yang 1997. Holorusia oosterbroeki ingår i släktet Holorusia och familjen storharkrankar. Inga underarter finns listade i Catalogue of Life.